# Nuestra Señora de Walsingham
Nuestra Señora de Walsingham, es la Patrona de Inglaterra y la primera advocación de ese país.

## Historia
El santuario de Walsingham fue fundado en 1061, cuando Ricarda de Faverches, señora de la nobleza anglo-sajona, tuvo una visión en la que se le apareció la Virgen María y le pidió que construyera una réplica de su casa en Nazaret. Por eso se llama a este santuario el «Nazaret británico». Desde tiempos medievales se convirtió en lugar de peregrinación, especialmente cuando viajar a Roma o Santiago de Compostela era casi imposible para la mayoría.
En 1538, el santuario fue destruido por la Reforma inglesa propiciada por el rey Enrique VIII y que desembocaría en la Iglesia anglicana. La estatua de la Virgen fue llevada a Londres con otras imágenes para ser quemada. Antes incluso, el propio rey Enrique VIII realizó peregrinaciones a Walsingham y su primera esposa Catalina de Aragón, también peregrinó en varias ocasiones a Walsingham para rogar por un heredero varón.
Tras la Reforma el lugar quedó desolado por largo tiempo, hasta que en 1934 se restauró una de las capillas en el camino de los peregrinos, la «Slipper Chapel» (siglo XIV), que había sido usada como establo. También en 1934, los obispos católicos ingleses declararon la capilla Santuario Nacional y se renovaron las peregrinaciones. El 15 de agosto de 1954, el Delegado Papal, Arzobispo O'Hara coronó la nueva estatua de Nuestra Señora de Walsingham.
Una encuesta del año 2003 demostró que el santuario de Walsingham es el más visitado de Inglaterra. Muchos solicitan el sacramento del perdón y de la unción de los enfermos.
El papa Francisco concedió al templo católico el estatus de basílica menor por medio de un decreto apostólico el 27 de diciembre de 2015.
La cofradía de Nuestra Señora de Ransom (Nuestra Señora de las Mercedes), celebrada el mismo día, está asociada a este santuario. En la actualidad, la Basílica de Nuestra Señora de Walsingham (católica) convive con el Santuario Anglicano de Nuestra Señora de Walsingham situado en las inmediaciones.